# Carles Francesc de Paula de Borbó
Carles Francesc de Paula de Borbó i de Borbó-Parma (San Ildefonso, 5 de setembre de 1783 - San Lorenzo de El Escorial, 11 de novembre de 1784) va ser un infant d'Espanya, fill de Carles IV, mort de manera prematura poc després de complir un any.
Va néixer al Palau Reial de La Granja de San Ildefonso el 5 de setembre de 1783. Va ser el setè fill de Carles IV d'Espanya i de la seva esposa, Maria Lluïsa de Borbó-Parma, i bessó de l'infant Felip, que va néixer tres hores més tard que Carles. Va ser el primer cas de bessons a la família reial espanyola. Va ser el seu padrí de bateig el seu avi, el rei Carles III. El mateix dia va rebre la distinció i collar de cavaller de l'orde del Toisó d'Or.
En tot cas, el naixement d'ambdós infants, en absència de descendència masculina, va causar molta alegria a la família reial, que va col·locar tots dos al mateix bressol i va permetre que el públic, sense distinció de classe pogués entrar a palau per veure'ls. A més, Carles va esdevenir segon en la línia successòria després del seu pare. Amb tot, tant la seva salut com la del seu germà va ser feble i tots dos van morir l'any següent, aproximadament amb un mes de diferència. Carles va morir a San Lorenzo de El Escorial l'11 de novembre de 1784. Les seves restes descansen al Panteó d'Infants del monestir d'El Escorial.